# Пача (Рожњава)
Пача (слч. Pača) насељено је мјесто са административним статусом сеоске општине (слч. obec) у округу Рожњава, у Кошичком крају, Словачка Република.

## Становништво
| Година:    | 1994. | 2004.   | 2014.   | 2024.    |
| ---------- | ----- | ------- | ------- | -------- |
| Број људи: | 667   | 652     | 600     | 524      |
| Разлика:   |       | -2,24 % | -7,97 % | -12,66 % |

| Година:    | 2023. | 2024.   |
| ---------- | ----- | ------- |
| Број људи: | 529   | 524     |
| Разлика:   |       | -0,94 % |

Према подацима о броју становника из 2011. године насеље је имало 631 становника.